# Patrick Henry
Patrick Henry (29 tháng 5 năm 1736 - ngày 6 tháng 6 năm 1799) là một luật sư, người trồng trọt và chính trị gia người Mỹ, người đã được biết đến như một nhà báo trong suốt phong trào độc lập ở Virginia. Là một trong những thành viên nhóm lập quốc Hoa Kỳ, ông là Thống đốc thời thuộc địa thứ nhất và thứ sáu của Virginia, từ năm 1776 đến năm 1779 và từ năm 1784 đến năm 1786.
Henry dẫn đầu phe đối lập với đạo luật tem 1765 và được ghi nhớ với phát biểu "Cho tôi tự do, hoặc cho tôi cái chết!". Cùng với Samuel Adams và Thomas Paine, ông được coi là một trong những nhà vô địch có ảnh hưởng nhất của Đảng Cộng hòa và là người ủng hộ nhiệt tình cho Cách mạng Mỹ và cuộc đấu tranh giành độc lập.
Sau cuộc Cách mạng, Henry là một nhà lãnh đạo của chống liên bang ở Virginia. Ông đã phản đối Hiến pháp Hoa Kỳ, sợ rằng nó sẽ nguy hiểm đến quyền của các quốc gia cũng như quyền tự do cá nhân; Ông đã giúp đạt được thông qua của tuyên ngôn nhân quyền Hoa Kỳ. Tuy nhiên, vào năm 1798, ông đã ủng hộ Tổng thống John Adams và những người liên bang. Ông tố cáo việc thông qua các Nghị quyết Kentucky và Virginia vì ông lo ngại về tình trạng bất ổn xã hội và những vụ hành quyết to lớn đã theo sau sự gia tăng chủ nghĩa cực đoan của Cách mạng Pháp.
Sau khi lập gia đình, Henry bắt đầu mua đất đai rộng lớn. Vào năm 1779, cùng với anh họ và chồng bà, Henry sở hữu một rừng trồng rộng 10.000 mẫu Anh (40 km2) gọi là Leatherwood. Ông cũng được ghi nhận đã mua được tới 78 nô lệ. Vào năm 1794, ông và vợ nghỉ hưu ở đồn điền Red Hill, bao gồm 520 hecta (2,1 km2) tại quận Charlotte, nơi cũng là một đồn điền thuốc lá hoạt động hiệu quả.

## Tiểu sử
Henry sinh ra tại Studley, trang trại gia đình, tại quận Hanover ở Thuộc địa Virginia, ngày 29 tháng 5 năm 1736. Cha ông là John Henry, một người nhập cư từ Aberdeenshire, Scotland, người đã học tại trường King's College, trước khi di cư đến Colony of Virginia vào những năm 1720 Settling in Hanover County, in about 1732 John Henry married Sarah Winston Syme, a wealthy widow from a prominent Hanover County family of English ancestry.. Định cư tại quận Hanovery, khoảng năm 1732 John Henry kết hôn với Sarah Winston Syme, một góa phụ giàu có từ một gia đình người Anh nổi tiếng của quận Hanover. Patrick Henry đã từng được cho là có nguồn gốc khiêm tốn, nhưng ông được sinh ra trong hàng ngũ trung lưu của tiểu bang Virginia đã lên cao.
Henry đã tham dự các trường học địa phương trong một vài năm, và sau đó đã được tutored của cha mình. Ông đã cố gắng để bắt đầu kinh doanh nhưng không thành công.

## Hôn nhân và gia đình
Năm 1754, Henry kết hôn với Sarah Shelton, được báo cáo trong phòng khách của gia đình, Rural Plains. (cũng được biết đến với cái tên Shelton House.)
Là một món quà cưới, cha bà đã cho sáu người nô lệ và trang trại Pine Slash rộng 300 mẫu (1.2 km2) gần Mechanicsville. Với cuộc hôn nhân của mình, ông đã trở thành một chủ nô và địa chủ. Henry làm việc với các nô lệ của ông ta trên mảnh đất bởi vì đó là một tài sản nhỏ; Nó đã được cạn kiệt từ trồng thuốc lá và ông không thể đạt được năng suất lợi nhuận. Sau khi ngôi nhà chính bị đốt cháy, hai vợ chồng này di chuyển trong một thời gian ngắn với hai đứa con của họ vào căn hộ Honeymoon Cottage rộng 20 x 60 foot, một tòa nhà một tầng với tầng áp mái. Sau đó họ chuyển đến Hanover Tavern, do cha của Sarah sở hữu. Họ bán Pine Slash Plantation năm 1764, sau khi Henry bắt đầu làm luật sư.
Henrys có sáu người con cùng nhau, một người kết hôn với một anh trai của nhà thơ Thomas Campbell. Năm 1771 gia đình chuyển đến Scotchtown Plantation, cũng tại Hanover County. Sarah bị bệnh tâm thần và chết ở đó vào năm 1775.
Ngày 25 tháng 10 năm 1777, Henry kết hôn với người vợ thứ hai, Dorothea Dandridge, 22 tuổi (1755-1831), 22 tuổi. Năm sau, họ chuyển tới Williamsburg sau khi được bầu làm thống đốc và vẫn tiếp tục hai nhiệm kỳ. Họ có mười một đứa trẻ với nhau. Năm 1779, họ di chuyển đến đồn điền Tràm Leatherwood (10.000 foot vuông) (40 km2), nơi anh mua với anh họ và chồng của cô ở Hạt Henry, Virginia.